# Аллат
Алла́т, ал-Лат — давньоарабська богиня неба та дощу.
- В пантеонах арабів Сирійської пустелі Аллат — жіноча паралель Аллаха, його дружина, мати Богів.
- В Центральній Аравії — дочка Аллаха.
- В місті Ет-Таїф Аллат вважалась богинею-покровителькою. Там знаходилась її священна територія, храм і ідол — білий гранітний камінь з прикрасами.

З Месопотамських богів лише Аллат асоціювалася з левом.
Спочатку Мухамед визнавав божественну природу Аллат, але потім відкинув її (53: 19-23).